# Harry Howden
 Henry 'Harry' Anderson Howden (31 mei 1876 - 23 mei 1922) was een Australische amateur golfer van Schotse afkomst.
Harry was een zoon van Charles Howden en diens echtgenote Cecilia Anderson. Hij had zeven broers en vijf zusters. Het gezin  woonden sinds 1872 met vier bediendes op de Highfield-boerderij in North Berwick, Schotland. Zijn grootvader Francis Howden was fabrieksarbeider. Toen Charles in 1895 overleed, woonden drie jongens nog thuis, Harry, Jim (1878) en Cecil. Hun moeder nam de jongens mee naar Victoria (Australië), waar ze vandaan kwam.
In 1895 werd Harry lid van de Royal Melbourne Golf Club. Deze organiseerde in 1896 de eerste editie van een golftoernooi dat vanaf 1903 het Australisch Amateur werd genoemd. Harry won het in 1896, 1897, 1898 en 1901, zijn  broer Jim won het in 1899 en 1900 en eindigde op de 2de plaats in 1898 achter Harry.
Harry werkte later bij de London Bank. Hij woonde in het district Laura van de Blue Mountains bij Sydney. Harry overleed zes maanden na Jim, ook aan tuberculose.

## Gewonnen
- Victorian Golf Cup in 1896, 1897, 1898 en 1901
- Royal Melbourne Cup in 1897, 1899 en 1900
- Essendon Club Championship in 1898
- Surrey Hills Gentlemen's Championship Gold Medal in 1900

## Trivia
Hun neef Charles Ritchie Howden emigreerde naar Nieuw-Zeeland en richtte daar in 1871 de eerste golfclub op, de Dunedin Golf Club (nu Otago Golf Club). De club begon met 28 leden.